# Eduard Kozik
Eduard Serhiyovych Kozik (tiếng Ukraina: Едуард Сергійович Козік; sinh ngày 19 tháng 4 năm 2003) là một cầu thủ bóng đá chuyên nghiệp người Ukraina hiện đang thi đấu ở vị trí trung vệ cho câu lạc bộ Shakhtar Donetsk tại Giải bóng đá Ngoại hạng Ukraina.

## Sự nghiệp thi đấu
Sinh ra tại Hrudky, Volyn Oblast, Kozik bắt đầu sự nghiệp thi đấu của mình tại học viện của câu lạc bộ VIK-Volyn Volodymyr-Volynskyi, trước khi chuyển tới học viện của Shakhtar Donetsk vào năm 2019.
Anh thi đấu tại Ukrainian Premier League Reserves trong nhiều mùa giải và ra mắt cho đội 1 Shakhtar Donetsk trong trận đấu thuộc khuôn khổ Giải bóng đá Ngoại hạng Ukraina, khi vào sân thay cho Valeriy Bondar ở phút thứ 82 của trận thắng 3-0 trước Inhulets Petrove vào ngày 5 tháng 11 năm 2022.